# Aldo Zadrima
Aldo Zadrima   (Tirana, 15 de gener de 1948) és un jugador d'escacs albanès.
A la llista d'Elo de la FIDE de l'octubre de 2015, hi tenia un Elo de 2255 punts, cosa que en feia el jugador número 9 (en actiu) d'Albània. El seu màxim Elo va ser de 2270 punts, a la llista del gener de 1995.

## Resultats destacats en competició
El 1994 fou campió absolut d'Albània.

### Participació en olimpíades d'escacs
Zadrima ha participat, representant Albània, en cinc Olimpíades d'escacs entre els anys 1980 i 2002 (un cop com a 1r tauler), amb un resultat de (+12 =11 –17), per un 43,8% de la puntuació. El seu millor resultat el va fer a les Olimpíada del 1984 en puntuar 7½ de 12 (+4 =7 -1), amb el 62,5% de la puntuació i una performance de 2398.